# Miantochora punctuligera
Miantochora punctuligera är en fjärilsart som beskrevs av Paul Mabille 1878. Miantochora punctuligera ingår i släktet Miantochora och familjen mätare. Inga underarter finns listade i Catalogue of Life.